# Marilyn Monroe : Les Derniers Jours
Pour plus de détails, voir Fiche technique et Distribution.
Marilyn Monroe : Les Derniers Jours (Something's Got to Give) est un film américain inachevé de George Cukor débuté en 1962. Il appartient aux œuvres cinématographiques inachevées les plus célèbres de l'Histoire du cinéma en raison des problèmes posés par les absences répétées de son actrice Marilyn Monroe pendant le tournage puis la disparition tragique de celle-ci qui stoppa net le film.
Les données ci-après se basent sur la rénovation du film produite en 2001 pour la télévision américaine dans le programme Marilyn Monroe - The Final Days (« Marilyn Monroe : Les Derniers Jours »).

## Résumé
Le film, incomplet, présente de sérieux trous dans son intrigue (cf. ci-dessous : Autour du film).
Dans une salle de tribunal, Nicholas Arden (Dean Martin) épouse Bianca Russell (Cyd Charisse), après avoir fait valider le décès de sa première femme Ellen (Marilyn Monroe) qui a disparu en mer cinq ans auparavant, délai légal dans ce genre de situation. Une fois mariés, Nick et Bianca partent en voyage de noces à Honolulu.
Ellen, la première femme de Nick, qui vient d'être retrouvée par un sous-marin américain sur une île après y avoir vécu cinq années, retourne « chez elle ». Le chien la reconnaît mais pas ses enfants, aussi elle ne leur révèle pas qui elle est en vérité.
Au retour de leur lune de miel, Nick et Bianca rencontrent Ellen qui se présente sous le nom de Miss Ingrid Tic, qui « prend soin des enfants ». Évidemment Nick la reconnaît immédiatement mais ne le montre pas.
Bianca prend contact avec son psychanalyste (Steve Allen) pour lui commenter combien tout va bien mais en arrive au fait que Nick et elle n'ont pas encore eu de relations sexuelles satisfaisantes.
Nick, depuis la maison, surprend Ellen dans la piscine : elle semble nager nue. Un représentant en assurances vient lui révéler qu’Ellen semble avoir été retrouvée avec un homme (Tom Tryon) avec qui elle aurait partagé pendant cinq ans son exil forcé sur une île et qu'ils se nommaient entre eux Adam et Ève.
À ce sujet Nick, jaloux, fait la leçon à Ellen mais elle lui rappelle aussi que, en deux jours, il n'a toujours pas parlé à Bianca de son retour.
Nick va ensuite découvrir qu'« Adam » - Stephen de son vrai nom - est un très beau jeune homme qui a beaucoup de succès avec les femmes. Cela renforce son doute. Au même moment, Ellen va quérir un homme tout à fait commun (Wally Cox) pour le faire passer pour Adam auprès de Nick. Ellen ne sait pas que Nick en sait déjà un peu sur Adam et une rencontre entre Nick et le faux Adam est organisée. Tout semble clair, mais les bases du 
quiproquo sont posées.

## Fiche technique
- Titre original : Something's got to give
- Réalisation : George Cukor
- Scénario : Nunnally Johnson, Walter Bernstein, sur la base du scénario de Mon épouse favorite (My Favorite Wife, 1940) par Bella et Sam Spewack
- Image : William H. Daniels, Charles Lang, Franz Planer, Leo Tover
- Montage : Tori Rodman
- Production : Henry Weinstein pour la 20th Century Fox, Marilyn Monroe Productions
- Pays : États-Unis
- Durée : 37 minutes
- Format : couleurs
- Date de la sortie américaine : 2001 à la télévision, puis sur support DVD.

## Distribution

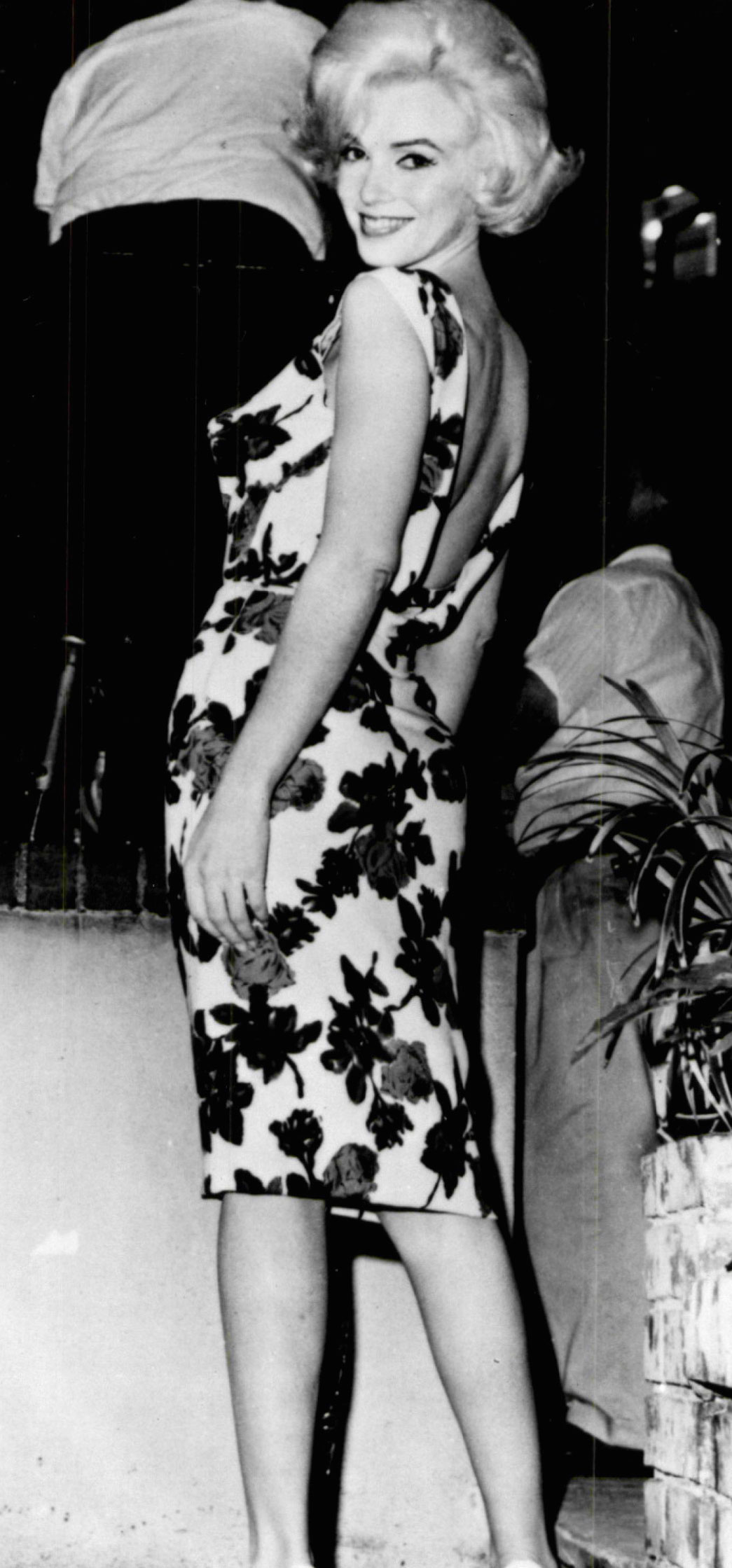
Marilyn Monroe sur le tournage du film.

- Marilyn Monroe : Ellen Arden / Eve / Miss Tic
- Dean Martin : Nicholas Arden
- Cyd Charisse : Bianca Russell Arden
- Wally Cox : le vendeur de chaussures qu'Ellen fait passer pour Adam
- John McGiver : le juge
- Phil Silvers : l'assureur
- Grady Sutton : le secrétaire du juge
- Tom Tryon : Stephen Burkett / Adam
- Alexandra Heilweil : Lita Arden (fille d'Ellen et Nicholas)
- Robert Christopher Morley : Timmy Arden (fils d'Ellen et Nicholas)
- Steve Allen : le psychiatre Schlick

## Autour du film

### Remarques générales
Something's Got to Give peut être raisonnablement traduit en français par « Quelque chose doit craquer ». George Cukor, qui avait déjà fait tourner Marilyn Monroe dans Le Milliardaire deux ans plus tôt et qui avait à cette occasion vécu une mauvaise expérience, n'a accepté qu'à contre-cœur de réaliser le film.
Sur trente jours de tournage, Marilyn Monroe n'a été présente que treize jours. La Fox, à bout, l'a alors congédiée. Kim Novak et Shirley MacLaine ont rejeté l'offre de succéder à Marilyn Monroe. Lee Remick a accepté le rôle d'Ellen et Dean Martin s'est ainsi retiré de la production. Comme on allait l'accuser de faire perdre leur affectation de travail à une centaine de personnes et comme elle pressentait une menace sur sa carrière, Marilyn Monroe a lancé une campagne de relations publiques par l'entremise d'interviews dans de nombreux magazines et de nouvelles photos et, en raison du fort impact de cette campagne, la Fox lui a proposé une renégociation du contrat afin de pouvoir finaliser le film. Marilyn Monroe est décédée dans la nuit du 4 au 5 août 1962.
Longtemps Hollywood a montré des chambres de couples mariés où le centre d'intérêt moral résidait en réalité dans cette sempiternelle table de chevet séparant les deux lits simples des époux. Ici, dans ce film qui aborde le sexualité de manière subtile, cela n'est pas le cas : les (nouveaux) époux Arden partagent un grand lit, dit « français » ou king size.
Dans les archives de la Fox, environ 500 minutes de film ont été retrouvées qui ont permis la production d'un Something's Got to Give de 37 minutes dans l'émission de télévision Marilyn Monroe - The Final Days et commercialisées en DVD, en France, avec pour titre Les Derniers Jours. La réalisation finale en 2001 du film inachevé est dédiée à Marilyn Monroe (1926-1962), Dean Martin (1917-1995) et George Cukor (1899-1983).

### Trous dans la narration
À la suite de l'interruption définitive du tournage, la version finale montée de 37 minutes comporte plusieurs manques dans la narration :
- entre le moment où Ellen et Nick se revoient pour la première fois et celui où Ellen nage dans la piscine, ils ont dû avoir une discussion sur la situation singulière qu'ils vivent car on apprend que Nick n'en a pas encore causé à Bianca ;
- une scène devait intervenir immédiatement après la sortie de la piscine d'Ellen : Nick allait retourner dans sa chambre pour y retrouver une Bianca très excitée sexuellement. On ne sait rien de ce qui s'est ou ne s'est pas passé alors ;
- manque également une scène où Ellen explique à Nick qu'aucune forme de liaison ne s'est construite entre Adam et elle pendant cinq années en solitaires sur l'île, avec un Nick manifestement très dubitatif ;
- manque la séquence où Ellen prépare le faux Adam pour sa rencontre avec Nick et la réaction de Nick au mensonge d'Ellen s'agissant du faux Adam ;
- on ignore enfin si Ellen reconquiert Nick (selon le titre original du film de 1940, Nick va choisir « [sa] femme préférée »), si Bianca se rapproche de son psychanalyste, si Ellen préfère repartir sur son île, etc.

## Autres versions

### Mon épouse favorite(1940)
Something's Got to Give aurait été un remake de Mon épouse favorite (My Favorite Wife), film américain de Garson Kanin sorti en 1940 et produit par la RKO Radio Pictures Inc.
Les données principales, outre le réalisateur, sont les suivantes :
- Distribution : Irene Dunne : Ellen Wagstaff Arden/Eve ; Cary Grant : Nick Arden ; Randolph Scott : Stephen Burkett/Adam ; Gail Patrick : Bianca Bates.
- Scénario : Bella Spewack, Sam Spewack, d'après une histoire de Bella Spewack, Leo McCarey.
- 88 minutes, noir et blanc.

### Pousse-toi, chérie(1963)
À la suite de l'arrêt du tournage de Something's Got to Give, la production s'est adaptée pour parvenir à finaliser Pousse-toi, chérie (Move Over, Darling), un film américain de Michael Gordon, sorti en 1963, et produit également par la Fox. De Something's Got to Give, premier remake inachevé, seuls subsistent le scénario et les noms des personnages : toute la distribution et le réalisateur ont été changés.
Les données principales, outre le réalisateur, sont les suivantes :
- Distribution : Doris Day : Ellen Arden ; James Garner : Nicholas Arden ; Polly Bergen : Bianca Arden.
- Scénario : Hal Kanter, Jack Sher, d'après un scénario de Bella Spewack et Sam Spewack.
- 103 minutes, couleurs.

### Marilyn Monroe
Marilyn Monroe se serait trouvée en première place du générique de ce qui aurait été son 32e film. Elle y joue une Ellen aux cheveux couleur platine dont on ne sait a priori pas grand-chose. Marilyn Monroe était alors la star de la 20th Century Fox la plus profitable depuis une dizaine d'années, ses quelque 20 films ayant rapporté plus de 200 millions de dollars de l'époque.
Comme Marilyn Monroe n'avait que peu tourné dans le cadre de son dernier et nouveau contrat avec la Fox et que cette société de production cinématographique rencontrait des problèmes sur le tournage de Cléopâtre à Rome, avec Elizabeth Taylor, la Fox a activé la production d'un nouveau film avec Marilyn.
Ses scènes :
- Marilyn, en court manteau blanc et robe à fleurs, apparaît à la 6e minute lorsqu'elle pénètre dans le jardin de son ancienne maison puis se rapproche de ses deux enfants qui jouent dans la piscine.
- En peignoir et avec un accent suédois : rencontre avec son mari et la nouvelle épouse de celui-ci.
- Nageant dans la piscine.
- Au bord de la piscine, nue de dos, puis debout enfilant un peignoir bleu : ce sont les photos qui ont fait le tour du monde.
- Marilyn sort de la maison en ensemble clair pour se rendre...
- ...dans un magasin de chaussures où elle invite le futur faux Adam au restaurant.
- À la maison, elle présente le faux Adam à son mari. En suite de cela, elle et Dean Martin échangent alors les dernières paroles que Marilyn prononce à l'écran :
  - Lui : « Sigh... » (soupir)
  - Elle : « Sigh... »
  - Elle : « Satisfied?  » (Satisfait ? )
  - Lui : « Completely!  » (Totalement)
  - Elle : « Now, aren't you ashamed of those suspicions you had about me ?  » (Maintenant, n'as-tu pas honte des soupçons que tu as eu à mon égard ? )
  - Lui : « Terribly !  » (Terriblement)
  - Elle : « Mm... »